# Foekje Dillema

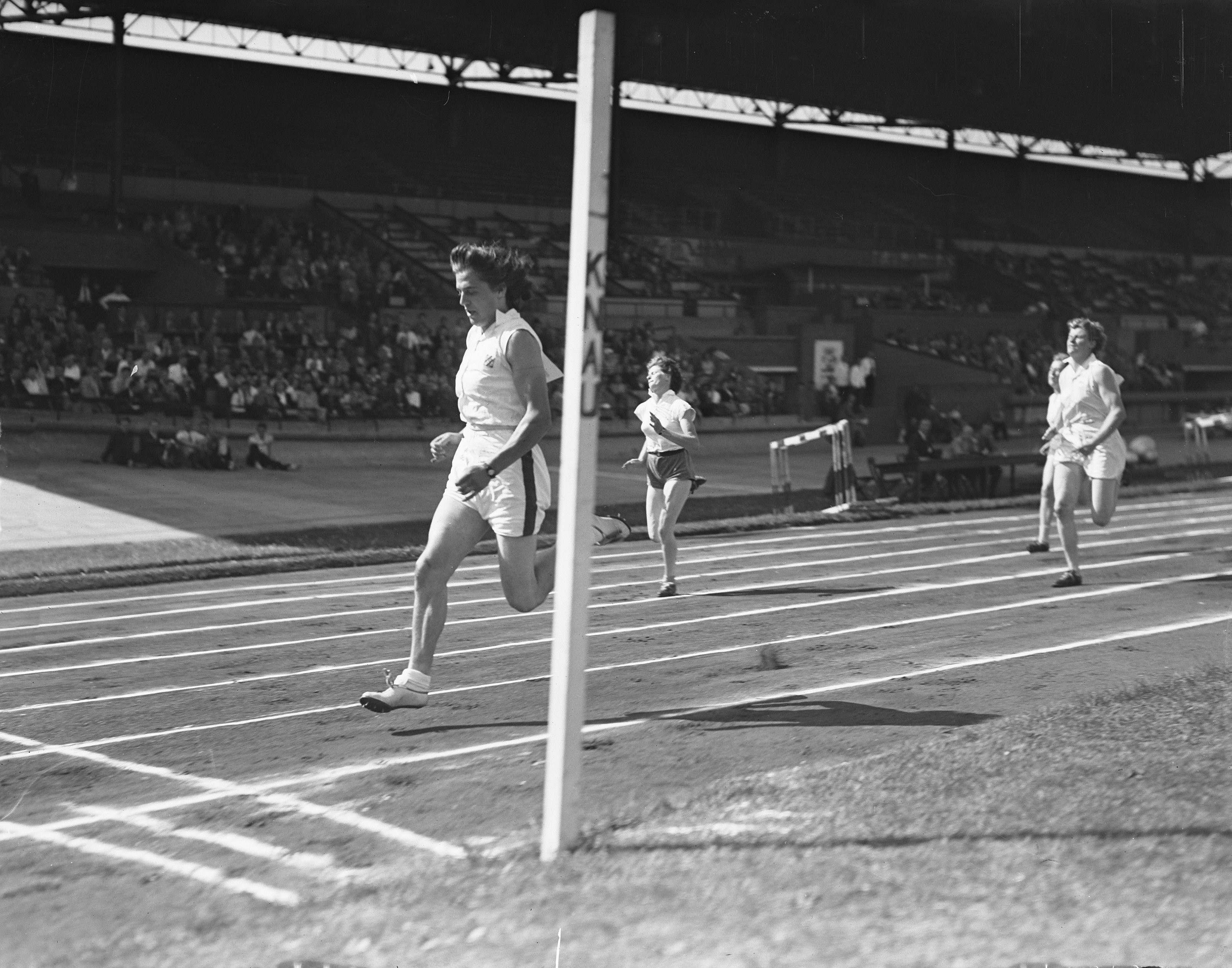
Dillema (Amsterdam, aug. 1949)

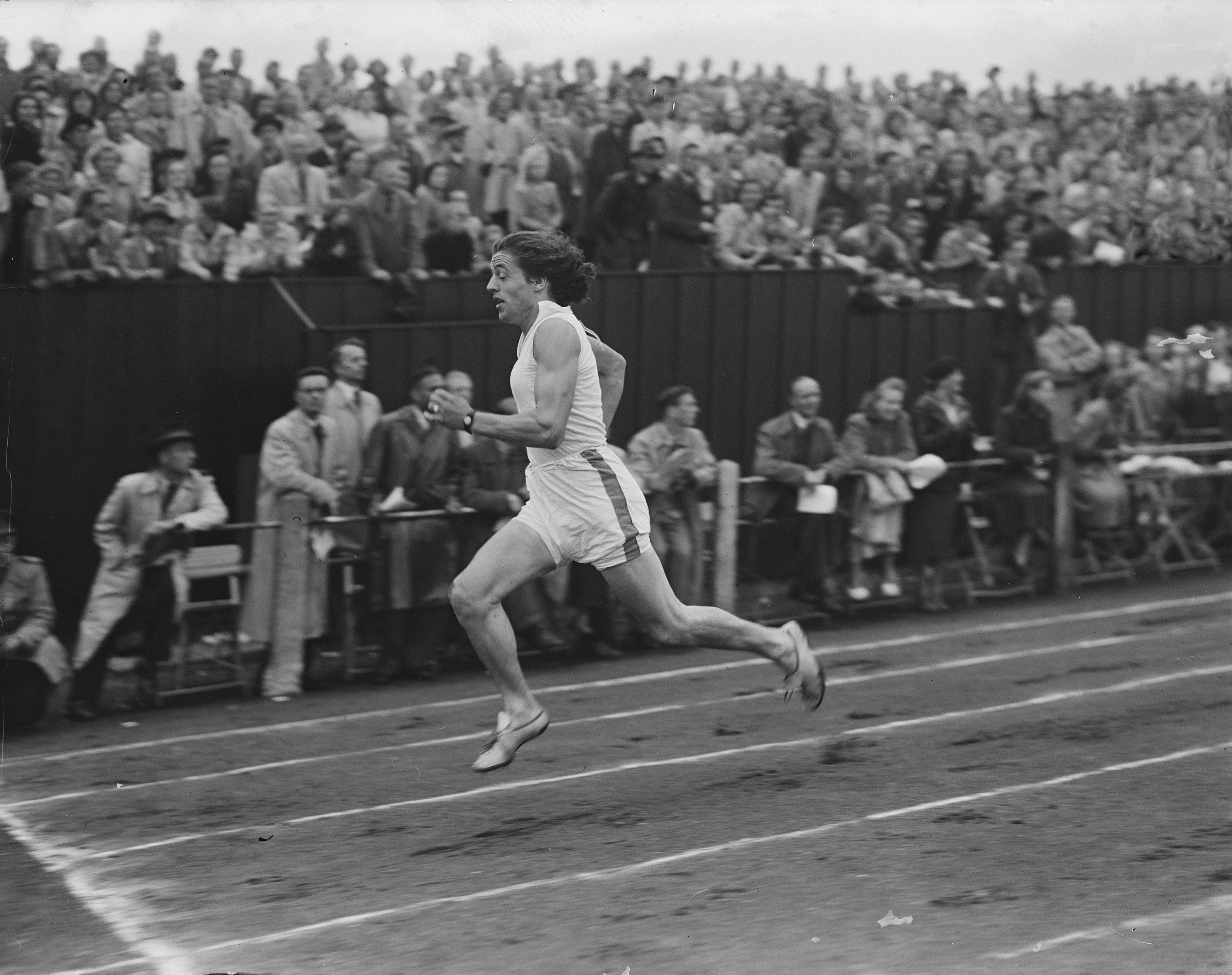
Dillema (estafette in Groningen, 12 juli 1950)

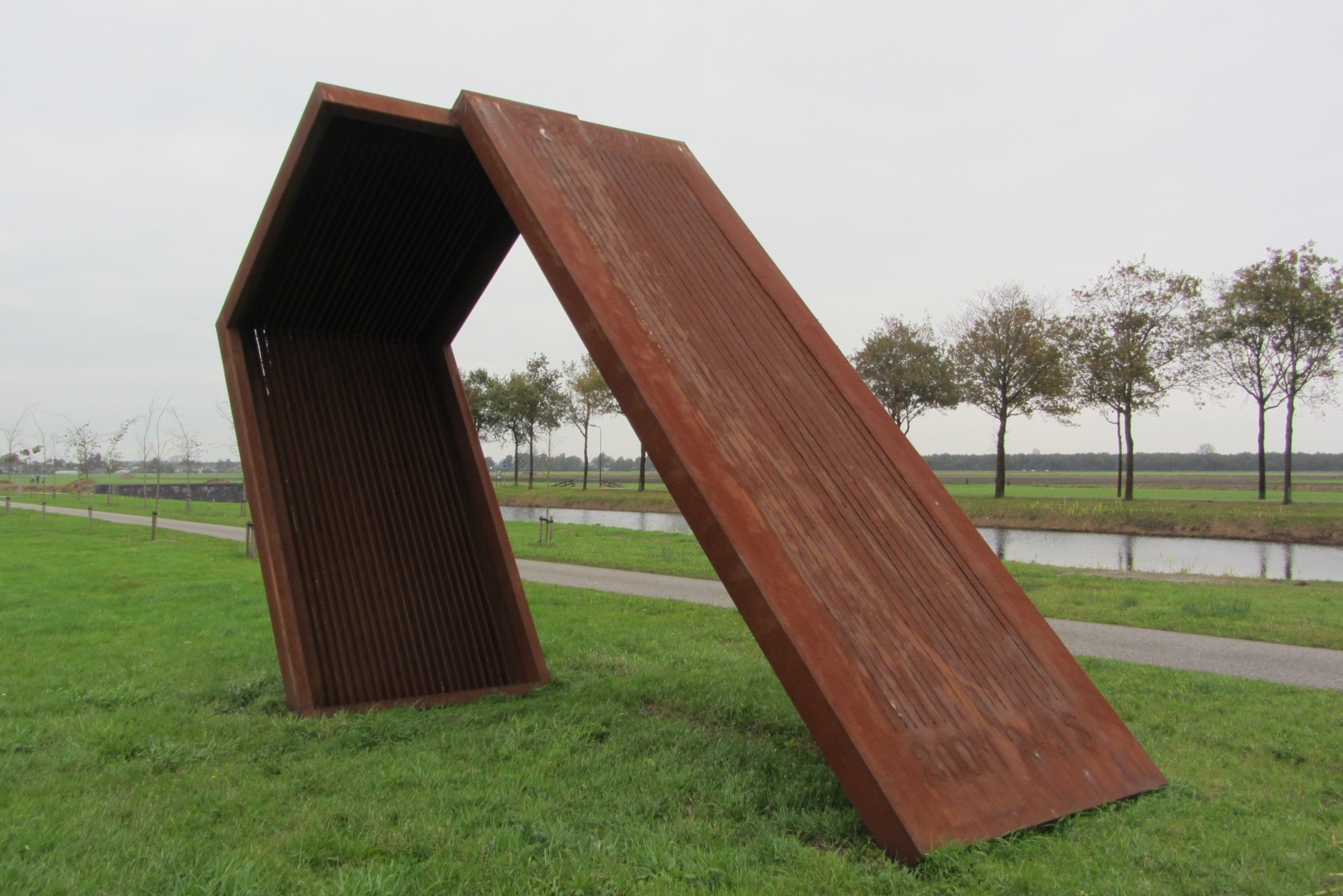
Monument voor Foekje Dillema in Leeuwarden

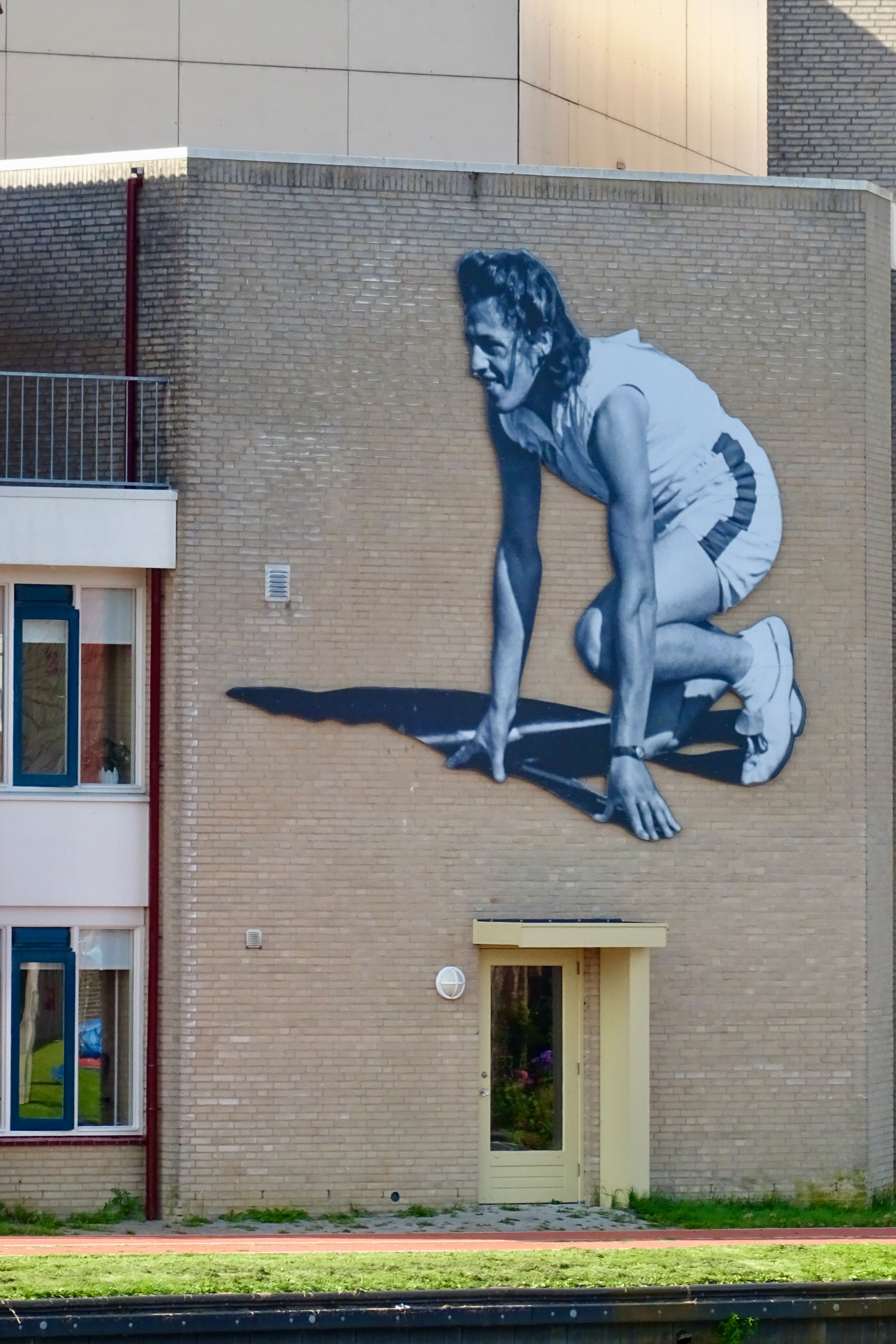
schildering op de gevel van de Meckama State in Kollum

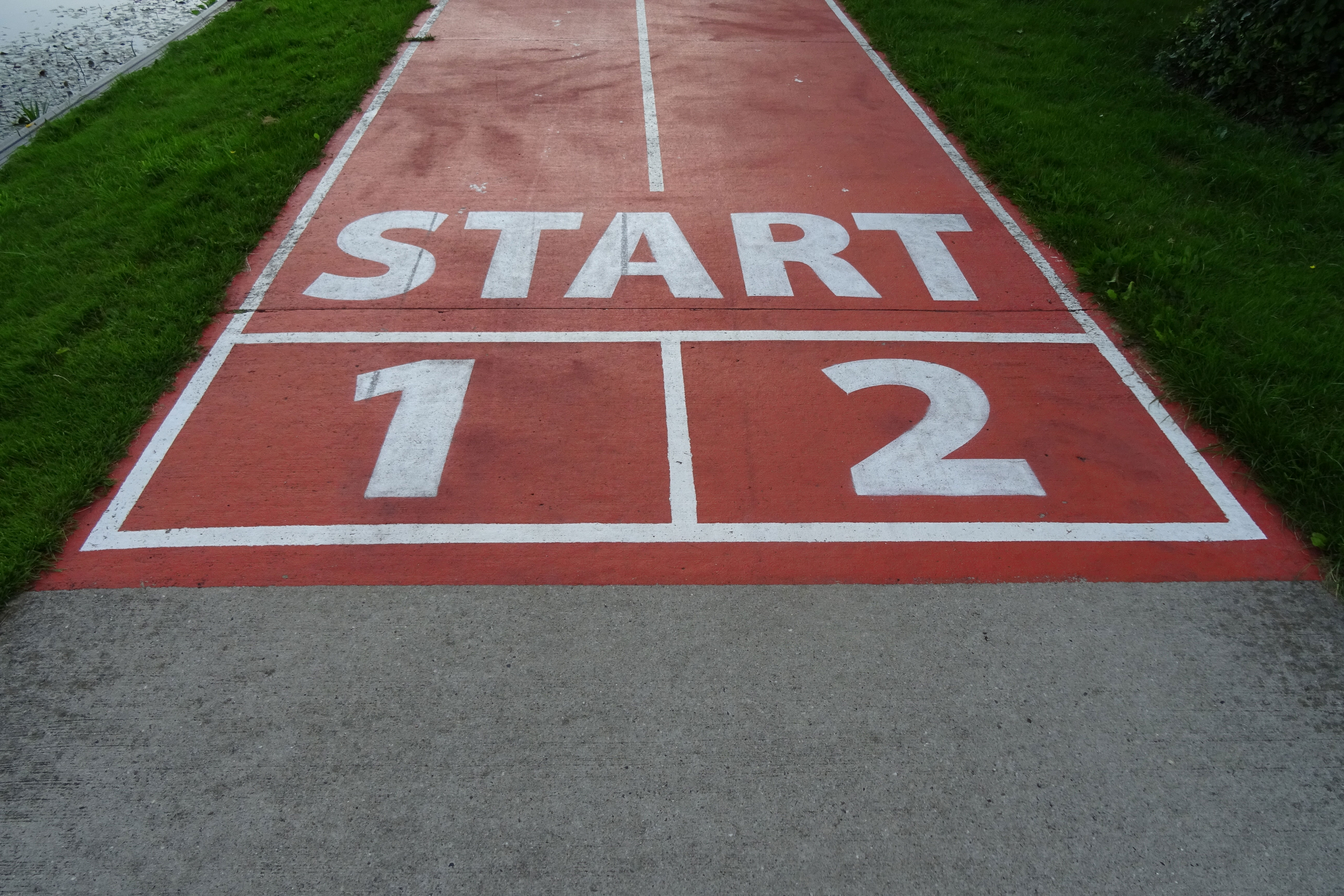
Start van de 110-meterbaan geschilderd op het pad bij de Meckama State in Kollum ter ere van Foekje Dillema

Foekje Dillema (Burum, 18 september 1926 – Kollum, 5 december 2007) was een Nederlandse atlete die imponeerde vanwege haar sprintsnelheid. In de korte periode dat ze actief was in de atletiek, doorbrak zij de hegemonie van Fanny Blankers-Koen op de 200 m. Omdat Dillema weigerde naar een door de IAAF verplicht gestelde geslachtstest te gaan, schorste de KNAU haar voor het leven. Na haar dood bleek uit DNA-onderzoek dat Dillema een onbalans had in geslachtschromosomen. Dat is een intersekse-conditie. Dillema had dus zowel mannelijke als vrouwelijke geslachtskenmerken.

## Biografie

### Van gymnastiek naar atletiek
Dillema’s talent werd ontdekt in een gymnastiekzaal. Ze was lid van de gymnastiekvereniging Vlugheid en Kracht in Kollum. 'Op een avond (...) deden we een spelletje waarbij je hard moest lopen, om paaltjes heen. De trainer zei: "Kind, je moet aan atletiek gaan doen". In het voorjaar van 1948 liep Dillema haar eerste wedstrijd 100 meter diagonaal over een voetbalveld in Buitenpost, buiten mededinging (ze was er gekomen als toeschouwster) en op sokken. Ze won met voorsprong. De successen van de Nederlandse afvaardiging naar de Olympische Spelen in Londen stimuleerden haar extra in haar motivatie. Die zomer werd zij lid van de atletiekvereniging Vitesse in Leeuwarden.

### Internationale wedstrijden
Dillema kreeg de kans in de zomer van 1949 en verzilverde deze in het Feyenoord-stadion tegen Italië. Haar 200 meterrace won Dillema op spectaculaire wijze. Na haar inhaalrace als slotloopster op de 4 x 100 m klommen de 20.000 toeschouwers op de banken. Een hopeloze achterstand zette ze om in winst. De Friezin werd vergeleken met een stoomwals, die de concurrentie platwalste. Later die zomer maakte ze in Londen, met overwinningen op de 100 en 200 m zo'n grote indruk, dat ze werd gekozen tot "athlete of the match". Het was haar internationale doorbraak.

### Schorsing
Voor deelname aan de Europese Kampioenschappen in Brussel op 23 augustus 1950 verplichtte de IAAF een geslachtskeuring voor alle deelnemende atletes. De Nederlandse dames ondergingen op 8 juli een gynaecologisch onderzoek in het Westeinde Ziekenhuis in Den Haag. Dillema echter weigerde dit onderzoek. De notulen van de bestuursvergadering van de KNAU (8 juli 1950) vermelden: 'F. Dillema heeft afgeschreven voor de keuring. Tonnis de Vries zal indien nodig contact met haar opnemen'. Op 13 juli 1950 zou Dillema met het Nederlands team naar Frankrijk vertrekken voor een internationale wedstrijd. Een telegram van het bestuur bereikte haar te laat. Op station Amsterdam Centraal werd haar verteld dat ze voor het leven geschorst werd, omdat ze – in de woorden van Dillema – 'geen meid was'. Het Nederlandse record op de 200 m van 24,1 s, werd geschrapt. Volgens Dillema-biograaf Max Dohle was de weigering naar de keuring te gaan de directe aanleiding voor haar schorsing.

### Excuus van de KNAU
Kort na haar overlijden erkende de KNAU Dillema's persoonlijke record op de 200 m. In een persoonlijk gesprek met een neef (tantezegger) van Dillema heeft de Atletiekunie bij monde van directeur Rien van Haperen haar verontschuldigingen aangeboden voor de manier waarop Dillema na de schorsing aan haar lot is overgelaten.

### DNA-onderzoek na haar overlijden
De documentaire van Andere Tijden Sport van 20 juli 2008 presenteerde een onderzoek naar DNA uit nagelaten huidcellen uit Dillema's kleding.
Het DNA is onderzocht bij de afdeling Forensische Moleculaire Biologie van het Erasmus MC. In het DNA werd een mannelijk Y-chromosoom aangetoond. Bijzonder was verder dat de verhouding X:Y volgens moleculair bioloog Anton Grootegoed varieerde van 1:1 tot 4:1. Grootegoed veronderstelde dat Dillema toch een vrouw was.

### Intersekse-conditie
Volgens Dillema’s biograaf Max Dohle is een onbalans in geslachtschromosomen echter een intersekse-conditie. Mogelijk had Dillema inwendig kleine, onvruchtbare testikels, die wel – voor een vrouw – veel testosteron aanmaken. Daardoor kreeg Dillema onder meer een zware stem, lichte baardgroei en grotere spiermassa. Dillema was hyperandrogeen.

#### Achtergrond
In een wetenschappelijke publicatie over Ballantyne's onderzoek stellen de auteurs vast dat er sprake was van disorder of sexual development. Volgens de auteurs was Dillema een genetisch mozaïek van 46,XX (genotype vrouw) en 46,XY (genotype man). Na de bevruchting met een Y-chromosoom zouden door onvolledige celdelingen (non-disjunctie) eerst een cel XXY zijn gevormd en bij latere celdeling mogelijk cellen met twee X-chromosomen en cellen met XY-chromosomen. Beide typen cellen komen dan naast elkaar voor in het gehele lichaam. De verdeling van de XX- en XY-cellen in de gonaden van een embryo bepaalt de vorming van vrouwelijke of mannelijke geslachtsklieren (ovaria of testes). Zijn er veel XX-cellen, dan ontwikkelen de geslachtsklieren zich tot eierstokken. Zijn er veel XY-cellen, dan ontstaan testikels.

### Biografie
Dillema's biograaf Max Dohle heeft de vraag beantwoord, waarom Dillema is geschorst. Hij meent dat ze niet naar de keuring is gegaan vanwege haar verstoorde geslachtsontwikkeling. Dohle veronderstelde dat er een Y-chromosoom in het spel was, hetgeen het DNA-onderzoek later bevestigde. Zowel de Stichting Atletiekerfgoed als Max Dohle komen tot de conclusie, dat Dillema is geschorst omdat de Atletiekunie vermoedde dat ze zowel mannelijke als vrouwelijke geslachtskenmerken had. De Atletiekunie noemde haar een kween, een plattelandsterm voor tweeslachtigheid. Die veronderstelling was juist, zo bleek uit het postuum onderzoek. Na de schorsing is Dillema – volgens haar familie in het grootste geheim – "geholpen aan haar klieren" in het Academisch Ziekenhuis in Groningen. We mogen op grond van het onderzoek aannemen dat er testikels zijn uitgenomen (gonadectomie).
In 1950 stelde de IAAF voor het eerst een geslachtstest verplicht voor alle atleten in de vrouwencompetitie. Dillema was het eerste slachtoffer. Tussen 1950 en 2015 zijn tientallen sportvrouwen als Dillema geschorst. Het IOC startte in 1968 met verplichte keuringen. De richtlijnen zijn in 2011 herzien door de IAAF en het IOC (zie geslachtstest). De geslachtstesten werden door velen als mensonterend afgewezen. Aanleiding voor de aanpassingen was de schorsing van de Zuid-Afrikaanse 800-meterloopster Caster Semenya. Vervolgens heeft, bij gebrek aan wetenschappelijk onderzoek, het Hof van Arbitrage voor Sport (CAS)
in 2015 alle geslachtstesten opgeschort. In juni 2017 presenteerde de IAAF een onderzoek waaruit blijkt dat vrouwen alleen op de middellange afstanden voordeel hebben van een hoge testosteronwaarde. Dit onderzoek geeft aan dat een hyperandrogene loopster als Dillema op de 200 meter geen oneerlijk voordeel heeft.

### Na haar overlijden
Dillema hervatte na de schorsing haar beroep als hulp in de huishouding en gaf op vrijwillige basis sportles in Burum. Ze weigerde daarna ooit nog om over de affaire te praten. Ze overleed op 5 december 2007.
Dillema werd op 8 december 2007 begraven in Burum.
In augustus 2011 zijn de gouden en bronzen medailles van Dillema gestolen.
In 2014 werd een monument voor haar opgericht in Oranjewoud. Het monument van Ids Willemsma en stelt twee hardloopbenen voor, uitgevoerd in cortenstaal. Dit beeld is in 2018 verplaatst naar sportpark Nijlân. In Burum is in 2014 een monument voor haar opgericht: een buitenkapelletje met daarin een lotusbloem in de knop, gemaakt door Jan Smeets. In 2020 maakte de graffiti-kunstenaar Marcus Wedman een gevelschildering met haar afbeelding op de muur van de Meckama State in Kollum, de plaats waar ze is overleden. Ook werd op het fietspad langs de Meckama State "een honderd meter lange atletiekbaan geschilderd met haar Londense recordtijd".

## Persoonlijke records
| Onderdeel | Prestatie      | Datum            | Plaats    |
| --------- | -------------- | ---------------- | --------- |
| 100 m     | 12,1 s         | 21 augustus 1949 | Londen    |
| 200 m     | 24,1 s (ex-NR) | 18 juni 1950     | Amsterdam |

## Palmares

### 100 m
- 1949:  Olympische Dag te Amsterdam – 12,2 s
- 1949:  Interl. Engeland-Frankrijk-Ned. – 12,1 s

### 200 m
- 1948: 4e NK te Eindhoven
- 1949:  Interl. Ned. -Italië – 24,8 s
- 1949:  Interl. Engeland-Frankrijk-Ned. – 24,6 s
- 1950:  Olympische Dag te Amsterdam – 24,1 s (NR)

### 4 x 100 m
- 1949:  NK Estafette te Rotterdam – 51,1 s (met Vitesse)
- 1949:  Interl. Ned.-Italië – 49,2 s

### relay-race 200-100-80-60 m
- 1949:  NK Estafette te Rotterdam – 56,1 s (met Vitesse)

- Biografisch Portaal: 79003434
- Gemeinsame Normdatei: 13642029X
- International Standard Name Identifier: 0000 0000 5962 1398
- Library of Congress Control Number: n2009027634
- Nederlandse Thesaurus van Auteursnamen: 313995338
- Virtual International Authority File: 80766766
- WorldCat: E39PBJfcPkWY8XkGbkkVQvgh73